# Dwight McNeil
Dwight James Matthew McNeil (Rochdale, 22 november 1999) is een Engels voetballer die doorgaans als vleugelspeler speelt. Hij stroomde in 2018 door vanuit de jeugd van Burnley.

## Clubcarrière
McNeil speelde in de jeugdopleiding van Manchester United, maar verruilde die in juli 2014 voor die van Burnley. Hier tekende hij op 10 april 2018 zijn eerste profcontract. McNeil maakte op 13 mei 2018 onder coach Sean Dyche zijn debuut in de Premier League, tegen AFC Bournemouth. Zijn eerste competitietreffer volgde op 30 december 2018 tegen West Ham United. McNeil groeide in 2019 uit tot basisspeler bij Burnley.

## Clubstatistieken
| Seizoen     | Club        | Competitie     | Competitie | Competitie | Beker | Beker | Internationaal | Internationaal | Totaal | Totaal |
| Seizoen     | Club        | Competitie     | Wed.       | Dlp.       | Wed.  | Dlp.  | Wed.           | Dlp.           | Wed.   | Dlp.   |
| ----------- | ----------- | -------------- | ---------- | ---------- | ----- | ----- | -------------- | -------------- | ------ | ------ |
| 2017/18     | Burnley     | Premier League | 1          | 0          | 0     | 0     | —              | —              | 1      | 0      |
| 2018/19     | Burnley     | Premier League | 21         | 3          | 3     | 0     | 2              | 0              | 26     | 3      |
| 2019/20     | Burnley     | Premier League | 38         | 2          | 2     | 0     | —              | —              | 40     | 2      |
| 2020/21     | Burnley     | Premier League | 36         | 2          | 4     | 0     | —              | —              | 40     | 2      |
| 2021/22     | Burnley     | Premier League | 14         | 0          | 2     | 0     | —              | —              | 16     | 0      |
| Club totaal | Club totaal | Club totaal    | 110        | 7          | 11    | 0     | 2              | 0              | 123    | 7      |
| TOTAAL      | TOTAAL      | TOTAAL         | 110        | 7          | 11    | 0     | 2              | 0              | 123    | 7      |

Bijgewerkt t/m 8 februari 2020

## Interlandcarrière
McNeil maakte deel uit van Engeland –20 en Engeland –21.